# Casimir-Louis-Victurnien de Rochechouart de Mortemart
Pour les articles homonymes, voir Rochechouart.
Casimir-Louis-Victurnien de Rochechouart de Mortemart, prince de Tonnay-Charente, puis baron de Mortemart et de l’Empire, 11e duc de Mortemart et pair de France, né le 20 mars 1787 à Paris et mort le  1er janvier 1875 à Neauphle-le-Vieux, est un militaire, diplomate et homme politique français.
Il a brièvement été président du Conseil des ministres du roi Charles X lors de la révolution de 1830.

## Biographie

### Origines familiales et jeunesse
Casimir de Rochechouart est le fils de Victurnien-Jean-Baptiste de Rochechouart de Mortemart (1752-1812), 10e duc de Mortemart, et d'Adélaïde de Cossé-Brissac.
Par sa mère, il est le petit-fils de Louis Hercule Timoléon de Cossé, 8e duc de Brissac, pair de France, grand-panetier de France, gouverneur de Paris, qui fut l'une des victimes des Massacres de Septembre, en 1792..
En 1791, la famille émigre et il est élevé en Angleterre, revenant en France avec sa mère en 1801.
Quoique portant un grand nom de la noblesse d’Ancien Régime, il se rallie au régime dirigé par Napoléon Bonaparte.

### La période napoléonienne
Entré au service en septembre 1803, dans les gendarmes d'ordonnance, commandés par M. le comte de Ségur[Lequel ?], il passe sous-lieutenant au 1er régiment de dragons le 10 février 1806, et fait les campagnes en Prusse (1806), en Pologne (1807), en Autriche (1809) et en Russie (1812). Il se trouve aux combats de Golymin et de Pułtusk (1806), à la bataille d'Heilsberg et à celle de Friedland, où il donne des preuves de sang-froid et de fermeté, en repoussant les attaques des Russes.
Il est nommé successivement membre de la Légion d'Honneur le 1er octobre 1807, lieutenant au 25e régiment de dragons et aide de camp du général Nansouty les 2 et 10 mars 1809, enfin capitaine au même corps le 26 juillet suivant. M. de Mortemart combat aux journées de Ratisbonne, d'Essling et de Wagram.
Nommé officier d'ordonnance le 12 février 1811, il est chargé de faire l'inspection des côtes de la Hollande et du Danemark. Après avoir rempli cette mission, il rejoint Napoléon Ier à Posen et fait la campagne de 1812 en Russie, pendant laquelle il reçoit le titre de baron de l'Empire, avec une dotation de 2 000 francs de revenu en Belgique.
À la mort de son père, le 4 juillet 1812, il devient, de droit, le onzième duc de Mortemart.
Le baron de Mortemart, échappé aux désastres de la fatale retraite de Moscou, rentre en France avec une santé tellement délabrée, qu'il ne peut prendre part qu'aux derniers événements de la campagne suivante. Il combat à Leipsick et à Hanau. Sa conduite, dans cette dernière bataille, lui vaut d'être promu officier de la Légion d'honneur le 30 novembre 1813. Il rentre en France avec l'armée.
Dans la campagne de France (1814), il est chargé de présenter à Marie-Louise les drapeaux pris sur les alliés aux affaires de Champ-Aubert, de Mormant et de Montereau.
En avril 1814, il est l'un des premiers à soutenir l'idée de la déchéance de Napoléon Ier.

### La Restauration
À la première Restauration, Louis XVIII le nomme pair de France (4 juin 1814) et capitaine-colonel des Cent-Suisses de la Garde, charge que tenait, à l'époque de la Révolution, le duc de Brissac, son grand-père maternel. Il est aussi créé chevalier de l'ordre de Saint-Louis le 25 août 1814.
Au 20 mars 1815 (retour de l'île d'Elbe), le duc de Mortemart escorte les princes jusqu'à Béthune, où la maison militaire du roi est licenciée. Peu de temps après, il rejoint Louis XVIII à Gand, et rentre avec le Roi au mois de juillet.
Il réorganise alors sa compagnie des gardes à pied ordinaires du corps du roi, préside le collège électoral du département de la Haute-Vienne, et est créé major-général de la garde nationale de Paris et maréchal-de-camp les 14 octobre et 22 novembre 1815.
Il est fait successivement commandeur de la Légion d'honneur le 22 janvier 1816, chevalier de la Toison d'or le 8 septembre 1817, grand officier de la Légion d'honneur le 17 août 1822, et chevalier des ordres du Roi le 30 mai 1825.
Au mois d'avril 1828, il est envoyé comme ambassadeur à Saint-Pétersbourg en remplacement de M. de La Ferronnays. Le 24 décembre suivant, il est promu lieutenant-général et revient en France au début de 1830.
Il allait partir pour « les eaux » lorsqu'il apprend la publication des Ordonnances. Il se rend immédiatement auprès de Charles X pour obtenir qu'elles fussent retirées.

Mais déjà on se battait dans les rues de Paris et le Roi crut faire une concession suffisante en offrant (29 juillet) à M. de Mortemart la mission de composer un ministère dont il aurait la présidence. Le duc ne céda aux instances du Roi qu'après l'assurance que les ordonnances seraient reportées et les Chambres immédiatement convoquées : mais le temps passé n'avait pas arrêté la marche des évènements et quand M. de Mortemart se présente à la réunion des députés, il n'obtient de M. Bérard que cette réponse : 

« Il est trop tard »

. 
Il s'installe néanmoins au Luxembourg mais s'abstient de toute initiative et déclaration. Devant l'attitude de l'Hôtel de Ville, il fallut bien se rendre à l'évidence et il rejoint le roi à Saint-Cloud .

### La monarchie de Juillet
Le duc de Mortemart, ayant prêté serment au gouvernement de Juillet, continue de siéger à la chambre haute.
Il est élevé à la dignité de grand-croix de la Légion d'honneur le 8 janvier 1831 et envoyé général en inspection.
Resté fidèle de cœur à la monarchie légitime, il refuse à Louis-Philippe d'être l'un des témoins de sa fille aînée, la princesse Louise, lorsqu'elle épousera le Roi Léopold Ier de Belgique le 9 août 1832. D'après Rodolphe Apponyi (1802-1853) dans son Journal, Louis-Philippe en fut « furieux et la reine profondément blessée ».

Son adhésion au nouveau régime est raisonnée : 

« Pour gouverner un pays de 32 millions de Français, écrivait-il à un ami le 31 octobre 1833, il faut en satisfaire 31 millions au moins. Charles X n'y a pas pensé, se fiant sur son droit qui a péri comme il avait commencé, par la volonté des masses. Le gouvernement actuel est une nécessité d'existence sociale pour l'Europe. »

Le 5 janvier 1833, il accepte la mission de faire reconnaître le nouveau régime par l'empereur Nicolas Ier, qui ne ménageait pas à la révolution de Juillet 1830 ses manifestations antipathiques. Parti à Saint-Pétersbourg comme ambassadeur extraordinaire, le duc de Mortemart y succède comme ambassadeur au duc de Trévise, et y reste jusqu'en 1833.
Il revient ensuite siéger à la chambre des pairs, où il se montre partisan d'une politique libérale.

### La Deuxième République et le Second Empire
Admis d'office à la retraite comme général le 8 juin 1848, il est rendu à l'activité par le prince-président qui lui offre, en vain, le portefeuille des Affaires étrangères, et qui le nomme commandant de la 19e division militaire (Bourges), puis sénateur du Second Empire (27 mars 1852).
Le duc n'assiste guère aux séances du sénat, se tient également à l’écart de la nouvelle cour et se consacre aux œuvres de charité. Une seule fois, il se rappelle ses rapports avec les hommes du Second Empire, lorsqu'il proteste, par une lettre indignée à M. de Persigny, contre la suppression de la Société de Saint-Vincent-de-Paul.
Son épouse reçoit en héritage de sa tante, la duchesse de Charost, le château de Meillant, qu'il fait restaurer avec elle et qui appartient encore aujourd'hui à la Maison de Mortemart.
Il repose, avec une partie de sa descendance, dans une chapelle funéraire au cimetière de Neauphle-le-Vieux (Yvelines).
Comme il ne laisse pas de descendance masculine, son cousin René de Rochechouart de Mortemart lui succède comme 12e duc de Mortemart.
On a de lui : Le Château de Meillant sous Louis XIII (1851).

## Récapitulatifs

### État des services
- 14 octobre 1815 : Maréchal de camp[10] ;
- 7 juin 1814 - 30 décembre 1818 : Capitaine-colonel de la compagnie des Cent-Suisses ;
- 30 décembre 1818 - 20 août 1830 : Gardes à pied ordinaires du corps du roi ;
- 24 décembre 1828 : Lieutenant général puis général de division ;
- 20 août 1830 - 7 février 1831 : Disponible par suite du licenciement de la Maison militaire du Roi ;
- 7 février 1831 - 8 juin 1848 : Mis en disponibilité ;
- 8 juin 1848 (17 avril 1848) Admis en retraite ;
- 31 août 1849 : Relevé de la retraite ;
- 7 septembre 1849 - 17 février 1852 : Mis en disponibilité ;
- 17 février 1852 - 5 novembre 1855 : Commandant de la 19e division militaire (Bourges) ;
- 28 décembre 1852 : Placé dans la section de réserve.

### Titres
- 11e Duc de Mortemart (1812-1875)
- Baron de Rochechouart de Mortemart et de l'Empire (décret du 3 octobre 1812 et lettres patentes signées à Saint-Cloud le 8 avril 1813) ;
- Pair de France[11] :
  - 4 juin 1814 - mars 1815, août 1815 - février 1848 ;
  - Duc et pair héréditaire (31 août 1817, sans lettres patentes, ni majorat).

### Distinctions
| Chevalier du Saint-Esprit | Grand-croix de la Légion d'Honneur                                        | Chevalier de Saint-Louis | Médaille de Sainte-Hélène |
| Ordre de Saint-André      | « Petite-croix » (4e classe) Ordre impérial et militaire de Saint-Georges |                          |                           |

- Chevalier du Saint-Esprit (à l'occasion du sacre de Charles X, à Reims, le 30 mai 1825) ;
- Légion d'honneur[12] : 
  - Légionnaire (1er octobre 1807), puis,
  - Officier (3 novembre 1813), puis,
  - Commandeur (22 janvier 1816), puis,
  - Grand officier (17 août 1822), puis,
  - Grand-croix de la Légion d'honneur (8 janvier 1831) ;
- Chevalier de Saint-Louis (25 août 1814) ;
- Médaille de Sainte-Hélène ;
- Ordre de Saint-André[12] ;
- « Petite-croix[12] » (4e classe) de l'ordre impérial et militaire de Saint-Georges.

### Armoiries
| Image | Armoiries |
| ----- | --- |
|       | Armes du baron de Rochechouart de Mortemart et de l'Empire Fascé nébulé d'argent et de gueules de six pièces franc-quartier des barons tirés de l'armée brochant au 9e de l'écu. - Livrées : blanc et rouge. |
|       | Armes du duc de Mortemart, pair de France Fascé-ondé d'argent et de gueules de six pièces., |

## Mariage et descendance
- Le 26 mai 1810, il épouse Virginie de Sainte-Aldegonde (Paris, paroisse Saint Sulpice, 30 août 1789 - château de Meillant 26 décembre 1878), fille du comte Pierre François Balthazar de Sainte-Aldegonde, ancien député aux états-généraux, et d'Anne Joséphine du Bouchet de Sourches de Tourzel. Elle reçoit en héritage le château de Meillant et lui donne six enfants :
  - Alice Félicie de Rochechouart de Mortemart (1811-1867), mariée en 1833 avec le comte Edmond de Sainte-Aldegonde, son cousin, dont postérité ;
  - Arthur François François Timoléon Victurnien de Rochechouart de Mortemart (Paris, 13 avril 1812 - Neauphle-le-Vieux, 8 octobre 1840), prince de Tonnay-Charente, saint-Cyrien (1830-1831, « retiré de l'E.S.M. par sa famille » le 17 avril 1831), maréchal des logis à l'école de cavalerie de Saumur (10 mai 1831), sous-lieutenant au 1er régiment de chasseurs d'Afrique (3 avril 1832, passé au 3e R.C.A. le 14 février 1833, passé au 9e régiment de cuirassiers le 21 février 1833), lieutenant (27 avril 1838, démissionnaire le 6 février 1840), sans alliance ;
  - Henriette Emma de Rochechouart de Mortemart (1814-1919), mariée en 1835 avec Alphonse de Cardevac d'Havrincourt, marquis d'Havrincourt, dont postérité ;
  - Alexandrine Charlotte Marie de Rochechouart de Mortemart (1816-1862), mariée en 1836 avec le comte Charles Gaignaire, dont postérité.
  - Cécile Victurnienne de Rochechouart de Mortemart (1817-1888), mariée en 1839 avec le comte Ernest Budes de Guébriant, dont postérité ;
  - Berthe Victurnienne de Rochechouart de Mortemart (1825-1883), mariée en 1844 avec le prince Étienne de Beauvau-Craon (1818-1865), dont postérité.

## Pour approfondir